# Pseudotribos
Pseudotribos robustus
Genre
Espèce
Pseudotribos est un genre éteint de mammifères de la famille également éteinte des Shuotheriidae. Ses restes fossiles ne sont connus que dans la région autonome de Mongolie-Intérieure en Chine dans la formation géologique de Tiaojishan du Jurassique moyen (Callovien), 
soit il y a environ entre 165,3 et 161,5 millions d'années.
Une seule espèce est connue, Pseudotribos robustus, décrite par Zhe-Xi Luo et ses collègues en 2007.

## Publication originale
- (en) Zhe-Xi Luo, Qiang Ji et Chong-Xi Yuan, « Convergent dental adaptations in pseudo-tribosphenic and tribosphenic mammals », Nature, NPG et Springer Science+Business Media, vol. 450, no 7166,‎ 1er novembre 2007, p. 93-97 (ISSN 1476-4687 et 0028-0836, OCLC 01586310, PMID 17972884, DOI 10.1038/NATURE06221, lire en ligne).